# Приставки СИ
Приставки СИ (десяти́чные приставки) — приставки перед названиями или обозначениями единиц измерения физических величин, применяемые для формирования кратных и дольных единиц, отличающихся от базовой единицы в определённое целое число раз, являющееся степенью числа 10. Десятичные приставки служат для сокращения количества нулей в численных значениях физических величин.
Рекомендуемые для использования приставки и их обозначения установлены Международной системой единиц (СИ), однако их использование не ограничено СИ. Некоторые приставки восходят к моменту появления метрической системы в 1795 году. Последнее дополнение списка приставок состоялось в 2022 году.

## Приставки для кратных единиц
Кратные единицы — единицы, которые в целое число раз (10 в какой-либо целой положительной степени) превышают основную единицу измерения некоторой физической величины. Международная система единиц (СИ) рекомендует следующие десятичные приставки для обозначений кратных единиц:
| Десятичный множитель | Приставка     | Приставка     | Обозначение | Обозначение   | Год введения | Пример использования          |
| Десятичный множитель | русская       | международная | русское     | международное | Год введения | Пример использования          |
| -------------------- | ------------- | ------------- | ----------- | ------------- | ------------ | ----------------------------- |
| 101                  | дека          | deca          | да          | da            | 1795         | дал, daL — декалитр           |
| 102                  | гекто         | hecto         | г           | h             | 1795         | гПа, hPa — гектопаскаль       |
| 103                  | кило          | kilo          | к           | k             | 1795         | км, km — километр             |
| 106                  | мега          | mega          | М           | M             | 1873         | МПа, MPa — мегапаскаль        |
| 109                  | гига          | giga          | Г           | G             | 1960         | ГГц, GHz — гигагерц           |
| 1012                 | тера          | tera          | Т           | T             | 1960         | ТВт, TW — тераватт            |
| 1015                 | пета          | peta          | П           | P             | 1975         | Пфлопс, Pflops — петафлопс    |
| 1018                 | экса          | exa           | Э           | E             | 1975         | ЭДж, EJ — эксаджоуль          |
| 1021                 | зетта         | zetta         | З           | Z             | 1991         | ЗэВ, ZeV — зеттаэлектронвольт |
| 1024                 | иотта (йотта) | yotta         | И           | Y             | 1991         | Иг, Yg — иоттаграмм           |
| 1027                 | ронна         | ronna         | Рн          | R             | 2022         | Рнг, Rg — роннаграмм          |
| 1030                 | кветта        | quetta        | Кв          | Q             | 2022         | КвКл, QC — кветтакулон        |

### Применение десятичных приставок к единицам количества информации
В Положении о единицах величин, допускаемых к применению в Российской Федерации, установлено, что наименование и обозначение единицы количества информации «байт» (1 байт = 8 бит) применяются с двоичными приставками «Кило», «Мега», «Гига», которые соответствуют множителям 210, 220 и 230 (1 Кбайт = 1024 байт, 1 Мбайт = 1024 Кбайт, 1 Гбайт = 1024 Мбайт).
Тем же Положением допускается применение и международного обозначения единицы информации с приставками «K» «M» «G» (KB, MB, GB, Kbyte, Mbyte, Gbyte).
В программировании и индустрии, связанной с компьютерами, те же приставки «кило», «мега», «гига», «тера» и т. д. в случае применения к величинам, кратным степеням двойки (напр., байт), могут означать как кратность 1000, так и 1024=210. Какая именно система применяется, иногда ясно из контекста (напр., применительно к объёму оперативной памяти используется кратность 1024, а применительно к полному объёму дисковой памяти жёстких дисков — кратность 1000).
| 1 килобайт  | 1 KB | = 10241 | = 210 | = 1024 байт                              |
| 1 мегабайт  | 1 MB | = 10242 | = 220 | = 1 048 576 байт                         |
| 1 гигабайт  | 1 GB | = 10243 | = 230 | = 1 073 741 824 байт                     |
| 1 терабайт  | 1 TB | = 10244 | = 240 | = 1 099 511 627 776 байт                 |
| 1 петабайт  | 1 PB | = 10245 | = 250 | = 1 125 899 906 842 624 байт             |
| 1 эксабайт  | 1 EB | = 10246 | = 260 | = 1 152 921 504 606 846 976 байт         |
| 1 зеттабайт | 1 ZB | = 10247 | = 270 | = 1 180 591 620 717 411 303 424 байт     |
| 1 иоттабайт | 1 YB | = 10248 | = 280 | = 1 208 925 819 614 629 174 706 176 байт |

Во избежание путаницы в апреле 1999 года Международная электротехническая комиссия ввела новый стандарт по именованию двоичных чисел (см. Двоичные приставки).

## Приставки для дольных единиц
Дольные единицы составляют определённую долю (часть) от установленной единицы измерения некоторой величины. Они в целое число раз (10 в какой-либо целой положительной степени) меньше соответствующей единицы. Международная система единиц (СИ) рекомендует следующие приставки для обозначений дольных единиц:
| Десятичный множитель | Приставка | Приставка     | Обозначение | Обозначение   | Год введения | Пример использования   |
| Десятичный множитель | русская   | международная | русское     | международное | Год введения | Пример использования   |
| -------------------- | --------- | ------------- | ----------- | ------------- | ------------ | ---------------------- |
| 10−1                 | деци      | deci          | д           | d             | 1795         | дм, dm — дециметр      |
| 10−2                 | санти     | centi         | с           | c             | 1795         | сЗв, cSv — сантизиверт |
| 10−3                 | милли     | milli         | м           | m             | 1795         | мН, mN — миллиньютон   |
| 10−6                 | микро     | micro         | мк          | µ             | 1873         | мкс, μs — микросекунда |
| 10−9                 | нано      | nano          | н           | n             | 1960         | нГн, nH — наногенри    |
| 10−12                | пико      | pico          | п           | p             | 1960         | пФ, pF — пикофарад     |
| 10−15                | фемто     | femto         | ф           | f             | 1964         | фКл, fC — фемтокулон   |
| 10−18                | атто      | atto          | а           | a             | 1964         | ас, as — аттосекунда   |
| 10−21                | зепто     | zepto         | з           | z             | 1991         | зм, zm — зептометр     |
| 10−24                | иокто     | yocto         | и           | y             | 1991         | иг, yg — иоктограмм    |
| 10−27                | ронто     | ronto         | рн          | r             | 2022         | рнм, rm — ронтометр    |
| 10−30                | квекто    | quecto        | кв          | q             | 2022         | квм, qm — квектометр   |

Иногда в электронных текстах для приставки «микро» можно встретить замену греческой буквы µ на латинскую u. Данная замена в основном использовалась для совместимости таблиц символов, а также для быстроты набора, так как буквы µ нет в стандартных английских раскладках клавиатуры. Эта замена обозначения официально разрешена стандартами, но если средства позволяют выводить на экран или печатать неограниченный набор символов, предпочтительным вариантом является использование греческой буквы µ.

## Происхождение приставок
Приставки вводились в СИ постепенно. В 1960 году XI Генеральная конференция по мерам и весам (ГКМВ) приняла ряд наименований приставок и соответствующих символов для множителей в пределах от 10−12 до 1012. Приставки для 10−15 и 10−18 были добавлены XII ГКМВ в 1964 году, для 1015 и 1018 — XV ГКМВ в 1975 году, для 10−21, 10−24, 1021 и 1024 — XIX ГКМВ в 1991 году. Последнее по времени дополнение списка приставок состоялось на XXVII ГКМВ в 2022 году, когда были приняты приставки для множителей 10−27, 10−30, 1027 и 1030.
Большинство приставок образовано от слов древнегреческого языка. Дека- от др.-греч. δέκα «десять», гекто- от др.-греч. ἑκατόν «сто», кило- от др.-греч. χίλιοι «тысяча», мега- от др.-греч. μέγας, то есть «большой», гига- — это др.-греч. γίγας — «гигантский», а тера- от др.-греч. τέρας, что означает «чудовище». Пета- (др.-греч. πέντε) и экса- (др.-греч. ἕξ) соответствуют пяти и шести разрядам по тысяче и переводятся, соответственно, как «пять» и «шесть». Дольные микро- (от  μικρός) и нано- (от др.-греч. νᾶνος) переводятся как «малый» и «карлик». От одного слова др.-греч. ὀκτώ (októ), означающего «восемь», образованы приставки иотта (10008) и иокто (1/10008).
Как «тысяча» переводится и приставка милли-, восходящая к лат. mille. Латинские корни имеют также приставки санти- — от centum («сто») и деци- — от decimus («десятый»), зетта- — от septem («семь»). Зепто- («семь») происходит от лат. septem или от фр. sept.
Приставка атто- образована от дат. atten («восемнадцать»). Фемто- восходит к дат. и норв. femten или к др.-сканд. fimmtān и означает «пятнадцать».
Наименование приставки пико- происходит от итал. piccolo — маленький.

## Регулирование в России
Требования к единицам величин, используемым в Российской Федерации, установлены Федеральным законом от 26 июня 2008 г. N 102-ФЗ «Об обеспечении единства измерений». Закон в частности определяет, что наименования единиц величин, допускаемых к применению в РФ, их обозначения, правила написания, а также правила их применения устанавливаются Правительством РФ. В развитие данной нормы 31 октября 2009 года Правительство РФ приняло «Положение о единицах величин, допускаемых к применению в Российской Федерации», в приложении N 5 к которому приведены десятичные множители, приставки и обозначения приставок для образования кратных и дольных единиц величин. В том же приложении приведены правила, касающиеся приставок и их обозначений.
Кроме того, применение СИ в России регламентируется стандартом ГОСТ 8.417-2002.
За исключением специально оговоренных случаев «Положение о единицах величин, допускаемых к применению в Российской Федерации» разрешает применение как русских, так и международных обозначений единиц, но запрещает, однако, их одновременное использование.

## Правила использования приставок
- Приставки следует писать слитно с наименованием единицы или, соответственно, с её обозначением.
- Использование двух или более приставок подряд (напр., микромиллифарад) не разрешается.
- Обозначения кратных и дольных единиц исходной единицы, возведённой в степень, образуют добавлением соответствующего показателя степени к обозначению кратной или дольной единицы исходной единицы, причём показатель означает возведение в степень кратной или дольной единицы (вместе с приставкой). Пример: 1 км2 = (103 м)2 = 106 м2, а не 103 м2. Наименования таких единиц образуют, присоединяя приставку к наименованию исходной единицы: квадратный километр (а не кило-квадратный метр).
- Если единица представляет собой произведение или отношение единиц, приставку, или её обозначение, присоединяют, как правило, к наименованию или обозначению первой единицы: кПа·с/м (килопаскаль-секунда на метр). Присоединять приставку ко второму множителю произведения или к знаменателю допускается лишь в обоснованных случаях.
- Для образования кратных и дольных единиц массы вместо единицы массы килограмм используется дольная единица массы грамм и приставка присоединяется к слову грамм. Дольная единица массы грамм применяется без присоединения приставки[4].
- Использовать приставки следует в соответствии со степенной формой представления чисел, например: 5320 м = 5,32·103 м = 5,32 км. Приставку обычно выбирают таким образом, чтобы число, стоящее перед приставкой, находилось в диапазоне от 0,1 до 1000, однако во многих случаях допускается отход от этого правила[13]; так, в машиностроении принято выражать все линейные размеры на чертежах в миллиметрах даже при размерах более 1000 мм.

## Применимость приставок
Приставки ограниченно используются с единицами времени: кратные приставки вообще редко сочетаются с ними, хотя это формально и не запрещено — «килосекунду» используют лишь в астрономии (причём очень редко), а в космологии и геохронологии используются единицы «гигагод» (миллиард лет) и «мегагод» (миллион лет); дольные приставки присоединяются только к секунде (миллисекунда, микросекунда и т. д.).
В соответствии с «Положением о единицах величин, допускаемых к применению в Российской Федерации» не применяются с приставками наименования и обозначения внесистемных единиц массы, времени, плоского угла, длины, площади, давления, оптической силы, линейной плотности, скорости, ускорения и частоты вращения.
С метрами из кратных приставок на практике употребляют только кило-: вместо мегаметров (Мм), гигаметров (Гм) и т. д. пишут «тысячи километров», «миллионы километров» и т. д.; вместо квадратных мегаметров (Мм²) пишут «миллионы квадратных километров».
В астрономии приставки кило-, мега- и гига- используются также с парсеками для обозначения очень больших расстояний (например, до центра нашей Галактики — около 8 кпк, до туманности Андромеды — 0,77 Мпк, до горизонта наблюдаемой Вселенной — около 14 Гпк).
Приставки, соответствующие показателям степени, не делящимся на 3 (гекто-, дека-, деци-, санти-), использовать не рекомендуется. Широко используются только сантиметр (являющийся основной единицей в системе СГС) и децибел, в меньшей степени — дециметр, сантизиверт (поскольку совпадает с устаревшей, но всё ещё допущенной к использованию единицей эквивалентной дозы бэр) и гектопаскаль (в метеорологических сводках), а также гектар. В некоторых странах объём вина и других напитков измеряют декалитрами и гектолитрами (при розничной продаже также сантилитрами). Иногда единицу гектограмм (в Италии её разговорное название — etto) применяют при измерении массы продуктов питания.